# اندیس دشتو
دشتو یک اندیس فلزی است که در حوالی شهر نودژ استان هرمزگان قرار دارد و مادهٔ معدنی موجود در آن، مس است.  